# Diadegma curvicaudis
Diadegma curvicaudis är en stekelart som först beskrevs av Szepligeti 1916.  Diadegma curvicaudis ingår i släktet Diadegma och familjen brokparasitsteklar. Inga underarter finns listade i Catalogue of Life.